# جنا ماربلز
جنا ماربلز (انگلیسی: Jenna Marbles؛ زادهٔ ۱۵ سپتامبر ۱۹۸۶) یوتیوبر، پادکست‌ساز، و تهیه‌کننده تلویزیونی اهل ایالات متحده آمریکا است. وی بین سال‌های ۲۰۱۰ تا ۲۰۲۰ میلادی فعالیت می‌کرد.